# Bregi Zabočki
 Bregi Zabočki  falu Horvátországban Krapina-Zagorje megyében. Közigazgatásilag Zabokhoz  tartozik.

## Fekvése
Zágrábtól 25 km-re északra, községközpontjától  1 km-re északnyugatra Horvát Zagorje és a megye déli részén fekszik. 

## Története
Területe a középkorban a zaboki birtok része volt. Zabok birtokként 1335-ben szerepel először írott forrásban Károly Róbert király adománylevelében, melyben megparancsolja Mikcs bánnak,  hogy a Zabok nevű birtokot Nuzlin fia Péternek adja át, mivel annak korábbi Sámson nevű birtokosa utódok nélkül halt meg. Az adományt 1345-ben Lajos király is megerősítette és utódaik a 15. századtól a birtok neve után a Zaboky nevet vették fel. Az utódok közötti felosztások során később a birtok újabb kisebb részekre osztódott. A településnek 1857-ben 233, 1910-ben 355 lakosa volt. Trianonig Varasd vármegye Klanjeci járásához tartozott. A településnek  2001-ben 229 lakosa volt. 

## Külső hivatkozások
- Zabok hivatalos oldala
- A zaboki Szent Ilona plébánia honlapja